# Zhu Zhi
En aquest nom xinès, el cognom és Zhu.
Zhu Zhi (156 - 234), nom estilitzat Junli (君理), va ser un general militar de Wu Oriental durant el període dels Tres Regnes de la història xinesa. Era originari del que avui en dia és el Comtat d'Anji, Zhejiang.
Zhu va servir molt prompte a Sun Jian i va participar en la campanya contra Dong Zhuo. Després de la mort de Sun Jian, el seu fill Sun Ce es convertí en un senyor de la guerra sota Yuan Shu. Després que Sun Quan es convertí en el governant de la Província de Yang, Zhu va ser fet Ministre de Guerra i Comandant Adjunt de la Inspecció de l'Exèrcit així com el general i Gran Administrador de la comandància Wu, una posició que mantindria durant tota la seva vida. Va adoptar a Zhu Ran com el seu fill, ja que no tenia hereus. En el 222, en fou fet Marquès de Pilang, i, en el 223, va ser fet "General que Protegeix el Regne" i "Senyor de Guzhang". Zhu morí en el 224.

## Biografia
Zhu va servir com a secretari de comtat a principis de la seva carrera i va destacar per la seva pietat filial i modèstia. Ell es va fer aviat funcionari de la prefectura i va seguir Sun Jian en la seva cursa cap al poder. En el 188 va ser ascendit al grau de Major (司马) i va dirigir un exèrcit per atacar a les forces rival de Changsha, Lingling, Guiyang (tot en l'actual Hunan). Zhu era un estrateg expert i reeixit, i va ser ascendit al rang de Comandant (都尉) per Sun Jian a causa de les seves victòries. Zhu va assistir a Sun Jian en la seva victòria sobre Dong Zhuo en la Batalla de Yangren, i a l'entrada de l'exèrcit a Luoyang va ser ascendit al rang de Coronel (校尉), amb la comanda especial de dirigir un regiment de cavalleria a la Província de Xu i reforçar el seu governador, Tao Qian, en la lluita contra la Rebel·lió del Turbant Groc.
Seguint la mort de Sun Jian en el 191, Zhu va continuar servint sota el successor de Jian, Sun Ce, que aleshores li era lleial al senyor de la guerra del nord Yuan Shu. A l'assabentar-se que Shu no era un home d'integritat o habilitat administrativa, Zhu aconsellà a Sun Ce de tornar al seu territori a Wu i operar de forma independent. Durant aquest temps el Gran Tutor Ma Midi li va donar a Zhu un estatus de buròcrata i el va ascendir a Comandant de la Comandància Wu. Zhu va demostrar habilitat i talent en totes les seves missions, incloent una instància de protegir als membres de la família de Sun Ce, i va ser elogiat àmpliament quan Sun Ce conquistà tota la regió del baix Iang-Tsé.
Sun Ce va ser assassinat per un servent de Xu Gong en el 200 per les raons que han estat llargament debatudes. Zhu va romandre en Wu, i juntament amb l'estrateg de renom Zhou Yu, va servir al successor de Ce, Sun Quan. En el 202, Sun va nomenar Zhu com a Governador de la Comandància Wu i el va ascendir al rang de General "de Suport amb Rectitud" (扶義將軍). Sun li va donar a Zhu explotacions feudals de terra a Gelou, Youzhang, Wuyi, i Piling, i permeté a Zhu a entrar en un estat de quasi retir.
Zhu va continuar servint al govern de Wu: va participar en els atacs contra els yue al sud i l'est dels territoris xinesos han controlats per Wu, i en el 208 va parlar amb el germà jove de Sun Quan, Sun Ben (la filla del qual era esposa d'un fill de Cao Cao), d'enviar el seu fill com a ostatge a Cao Cao en un intent per millorar les relacions diplomàtiques. Zhu era estimat i respectat per Sun Quan, que després de proclamar-se Rei de Wu sempre saludaria en persona a Zhu durant les seves estades en la capital, atorgant-li regals i celebrant banquets en el seu honor.
En el 222 Zhu va ser enfeudat com el Marquès de Piling (毗陵侯). Sun Quan atorgà regals reials a en Zhu (tals com un segell daurat) i va ampliar el domini de Zhu fins a abastar quatre comtats, Zhu no obstant era reticent a assumir explotacions o posicions majors. Es va retirar al seu poble natal de Guzhang durant diversos anys, i més tard va morir l'any 224 a l'edat dels 69 anys.
Zhu Zhi va tenir cinc fills: Zhu Ran (adoptat), Zhu Cai, Zhu Ji, Zhu Wei, i Zhu Wan.